# (25208) 1998 SK146
A (25208) 1998 SK146 a Naprendszer kisbolygóövében található aszteroida. Eric Walter Elst fedezte fel 1998. szeptember 20-án.